# Сиккинг, Джеймс
Джеймс Барри Сиккинг (англ. James Barrie Sikking; 5 марта 1934, Лос-Анджелес, Калифорния, США — 13 июля 2024, Лос-Анджелес) — американский актёр. Наиболее известен по роли лейтенанта Говарда Хантера в телесериале «Блюз Хилл-стрит», а также по ролям в фильмах Питера Хайамса.

## Биография
Джеймс Барри Сиккинг родился 5 марта 1934 года в Лос-Анджелесе, Калифорния, США, в семье Энди Сиккинга и Сью Пакстон. В 1959 окончил Калифорнийский университет в Лос-Анджелесе, также обучался в Гавайском университете.

## Карьера
В 1980 исполнил роль бизнесмена Рэя Хэнли в оскароносном фильме «Обыкновенные люди».
С 1981 по 1987 год играл жёсткого и грубого офицера S.W.A.T. Говарда Хантера в полицейском телесериале «Блюз Хилл-стрит». За эту роль он был номинирован на премию Эмми.

## Личная жизнь
19 мая 1953 года женился на Мэри Блэкмен, однако позже с ней развелся. Затем стал встречаться с Флорин Кэплан, с которой они познакомились в университете. Они поженились 1 сентября 1962 года. У пары двое детей, сын Эндрю (получил имя в честь отца Джеймса Сиккинга), также ставший актёром, и дочь Эмили.
Умер от осложнений, вызванных деменцией, у себя дома в Лос-Анджелесе 13 июля 2024 года в возрасте 90 лет.

## Фильмография
- 1955 — Пять ружей Запада / Five Guns West — сержант
- 1955 — Экспресс Фон Райана / Von Ryan's Express — американский солдат
- 1955 — Выстрел в упор / Point Blank — киллер
- 1963 —  За гранью возможного / The Outer Limits — начальник
- 1964 — Душитель / The Strangler — артист
- 1965—1968, 1970—1971, 1974 — ФБР / The F.B.I. — эксперт по волосам и волокнам (в 10 эпизодах)
- 1969 — Чарро! / Charro! — стрелок
- 1969 — Папочка отправляется на охоту / Daddy's Gone A-Hunting — Джо Менчелл
- 1971 — Бегство с планеты обезьян / Escape from the Planet of the Apes — дежурный офицер
- 1972 — Великолепная семёрка снова в седле / The Magnificent Seven Ride — Энди Хейз
- 1972 — Новые центурионы / The New Centurions — сержант Андерс
- 1973-1976 — Главный госпиталь / General Hospital — доктор Джеймс Хобарт
- 1974 — Человек, несущий смерть / The Terminal Man — Ральф Фридман
- 1977 — Маленький домик в прериях / Little House on the Prairie — мистер Франклин
- 1979 — Электрический всадник / The Electric Horseman — Дитрих
- 1980 — Обыкновенные люди / Ordinary People — Рэй Хэнли
- 1981-1987 — Блюз Хилл-стрит / Hill Street Blues — сержант полиции Говард Хантер (впоследствии лейтенант)
- 1981 — Чужбина / Outland — сержант Монтон
- 1983 — Звёздная палата / The Star Chamber — доктор Гарольд Левин
- 1984 — Вверх по течению / Up the Creek — Тозер
- 1984 — Звездный путь 3: В поисках Спока / Star Trek III: The Search for Spock — капитан Стайлс
- 1985 — Кретины из открытого космоса / Morons from Outer Space — полковник ЦРУ Рэймон Лэриб
- 1986 — Свой в доску / Soul Man — Билл Уотсон
- 1987 — Глаз демона / Bay Coven — Николас Клайн
- 1989 — Вокруг света за 80 дней (мини-сериал) / Around the World in 80 Days — Дженкс
- 1990 — Узкая грань / Narrow Margin — Нельсон
- 1991 — Заход на посадку / Final Approach — Джейсон Халсэй, лётчик-испытатель
- 1992 — Жизнь на Мапл Драйв / Doing Time on Maple Drive — Фил Картер
- 1993 — Дело о пеликанах / The Pelican Brief — Дентон Уойлс, директор ФБР
- 1994 — Жетон смерти / Dead Badge — Аарон Фельд
- 1995 — Вопрос чести / In Pursuit of Honor — генерал Дуглас МакАртур
- 1996 — Кольцо / The Ring — Сэм Либман
- 1999 — Мятеж / Mutiny — лейтенант-коммандер Тинан
- 2001 — Срочное погружение / Submerged — адмирал Сайрус Коул
- 2005 — Бейсбольная лихорадка / Fever Pitch — Даг Микс
- 2008 — Друг невесты / Made of Honor — священник Фут
- 2012 — Ищейка / The Closer — судья Эдвард Кросби
- 2012 — Просто американец / Just an American — доктор Гановер